# Alto Lucero de Gutiérrez Barrios
Alto Lucero de Gutiérrez Barrios là một đô thị thuộc bang Veracruz, México. Năm 2005, dân số của đô thị này là 25893 người.